# Десорбционные методы ионизации в масс-спектрометрии
Десорбционные методы ионизации в масс-спектрометрии — группа методов ионизации в масс-спектрометрии, для которых процессы десорбции твердого анализируемого вещества и его ионизации практически неотделимы во времени.
Наиболее полное развитие получили следующие методы:
- (1) бомбардировка быстрыми атомами (ББА) ― Fast Atom Bombardment (FAB);
- (2) масс-спектрометрия вторичных ионов с жидкой матрицей (ВИМС) ― Liquid Secondary Ion Mass Spectrometry (LSIMS);
- (3) матрично-активированная лазерная десорбция/ионизация (МАЛДИ) ― Matrix-Assisted Laser Desorption / Ionization (MALDI);
- (4) плазменная десорбция (ПД) ― Plasma Desorption (PD).

## История развития десорбционных ионизационных методов

Динамика изменения количества статей, опубликованных за период 1995—2003 годов по десорбционным ионизационным методам — ББА, ПД, ВИМС и МАЛДИ. Поиск публикаций производился по ключевым словам в поисковой базе Science Citation Index, охватывающей более 5800 журналов в области естественных наук

В течение последних двух-трёх десятилетий значительное внимание уделялось созданию принципиально новых методов получения в газовой фазе ионов соединений, ограниченная летучесть (или полное её отсутствие) которых не позволяет воспользоваться традиционными подходами. К таким классам относятся различные высокомолекулярные молекулы, биоорганические объекты, всевозможные термолабильные органические и металлоорганические соединения. Реальным прорывом в этой области послужило появление методов ионизации, при которых десорбция и ионизация вещества осуществляется путём бомбардировки (облучения) их ионами, фотонами или нейтральными частицами.
В конце 1970-х годов Макфарлейном (англ. Macfarlane) и сотр. был разработан метод ионизации биомолекул быстрыми продуктами деления 252Cf — метод плазменной десорбции (ПД). Тогда впервые была показана возможность масс-спектрометрии в определении точных молекулярных масс для нелетучих соединений, ранее недоступных для анализа методами электронной и химической ионизации. Чуть позднее Беннингховен (англ. Benninghoven) и сотр. стали использовать для бомбардировки ионы Ar+, что послужило началом развития метода ВИМС. В начале 1980-х годов в работах Барбера (англ. Barber) и сотр. был представлен метод ББА инертного газа. В это же время Сурман (англ. Surman) и Викерман (англ. Vickerman) выдвинули идею использования жидкой матрицы, которая впоследствии явилась основой для методики анализа различных сложных органических соединений. Так, уже к началу 1980-х годов было показано, что с помощью метода ББА в жидкой матрице в сочетании с масс анализатором с секторным магнитным полем можно изучать молекулы с массами до 20 кДа.
В середине 1980-х годов были предложены различные идеи использования матрицы, когда десорбция/ионизация вещества индуцировалась импульсным лазерным излучением. В 1985 году методика на основе использования мелкодисперсного порошка кобальта для поглощения излучения лазера в глицериновом растворе была предложена Танаке (англ. Tanaka). Благодаря этой методике были впервые получены молекулярные ионы с массами более чем в 100 кДа. В 2002 году Коити Танака, наряду с Джоном Феном (метод ионизации при электрораспылении), была присуждена Нобелевская премия за вклад в развитие «методов мягкой десорбционной ионизации для масс-спектрального анализа биологических макромолекул».
Карас (англ. Karas) и Гилленкамп (англ. Hillenkamp) предложили применять в качестве матрицы молекулы органических веществ небольших размеров, обладающие высокими абсорбционными свойствами при длине волны лазерного излучения. Это легло в основу метода МАЛДИ. Метод МАЛДИ открыл более широкие возможности масс-спектрометрии в исследовании таких биомолекул, как пептиды, белки, олигонуклеотиды, полисахариды и др. Диапазон масс молекул, которые можно изучать этим методом, практически неограничен: известны случаи, когда в спектрах наблюдали ионы с массами более чем 1000 кДа.
К настоящему времени МАЛДИ масс-спектрометрия существенно потеснила все остальные десорбционные методы. Современные масс спектрометры МАЛДИ являются более коммерчески доступными и встречаются в очень большом числе лабораторий всего мира. Во многом благодаря своей универсальности и простоте в выполнении экспериментов МАЛДИ остается одним из самых популярных методов аналитической масс-спектрометрии для анализа крупных органических молекул.

## Сущность «мягкой» десорбции

Зависимости констант скорости процессов испарения и разложения от температуры

Основной принцип «мягкой» десорбции можно представить следующим образом. Если соединение АВ, находящееся в конденсированном состоянии, подвергается нагреву, то переход его в газовую фазу может происходить как с разложением на фрагменты А и B, так и с испарением в виде целой молекулы AB:
AB → A+B (процесс разложения);
AB→ AB (процесс испарения).
Константы скорости таких процессов в простейшем приближении можно описать уравнением Аррениуса и записать в следующем виде:
{\displaystyle lnK_{d}=lnF_{d}-{E_{d} \over RT}}
{\displaystyle lnK_{v}=lnF_{v}-{E_{v} \over RT}}
где {\displaystyle F_{v}} и {\displaystyle F_{v}} — предэкспоненциальные множители; {\displaystyle E_{d}} и {\displaystyle E_{v}} — энергии активации для процессов разложения и испарения, соответственно, {\displaystyle R} — газовая постоянная и {\displaystyle T} — абсолютная температура.
На рисунке схематично приведены зависимости констант скорости процессов испарения и разложения от температуры. Условием для распада термически неустойчивых соединений при испарении будет превалирование константы скорости разложения {\displaystyle K_{d}} над константой скорости испарения {\displaystyle K_{v}}. Из-за того, что величина энергии активации испарения {\displaystyle E_{v}} выше, чем энергия активации разложения {\displaystyle E_{d}}, угол наклона прямой, отвечающей процессу испарения {\displaystyle lnK_{V}}, больше, чем для процесса разложения {\displaystyle lnK_{d}} относительно оси абсцисс {\displaystyle 1/T}. Таким образом, при низких температурах (в правой части графика) будет преобладать разложение вещества АВ, однако с увеличением температуры может быть достигнуто условие, при котором скорость процесса испарения будет существенно преобладать над разложением (левая часть графика). Иными словами, мгновенное достижение высокой температуры может привести к тому, что молекулы AB смогут испаряться без разложения.

### Бомбардировка быстрыми атомами и масс-спектрометрия вторичных ионов

Взаимодействие бомбардирующих частиц с образцом

### Представления о механизмах образования ионов в случае МАЛДИ

Предполагаемое динамическое распределение частиц при МАЛДИ (адаптировано по)